# Jardín Botánico Central de Corea

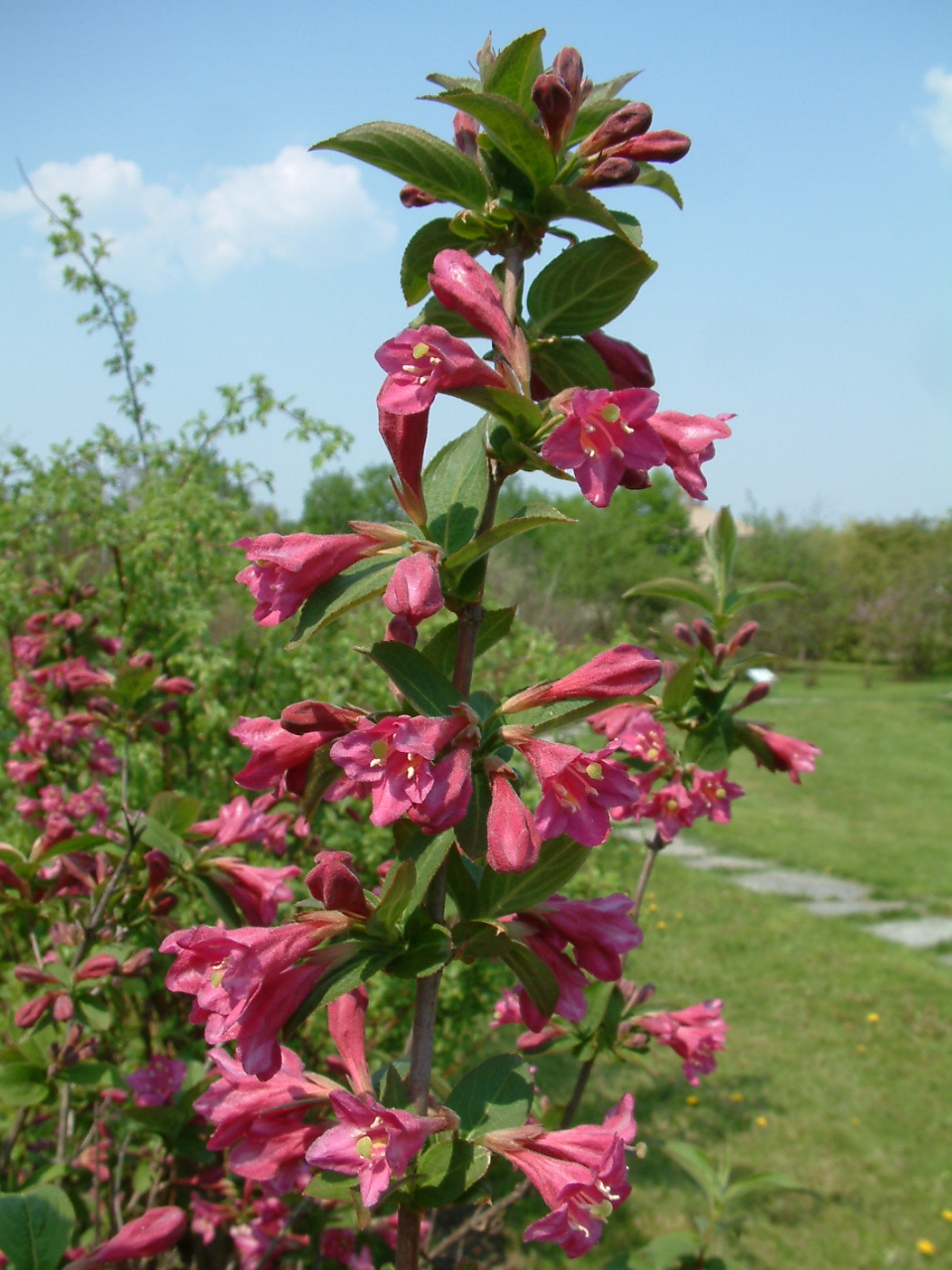
Weigela praecox planta endémica de Corea

El Jardín Botánico Central de Corea (en coreano: 조선 중앙 식물원 / Jardín Botánico Central de Corea del Norte) es un jardín botánico, de 20 hectáreas de extensión, que se encuentra en Pionyang, Corea del Norte. Su código de reconocimiento internacional como institución botánica así como las siglas de su herbario es KCBG.

## Localización
Se encuentra al pie de la montaña Daecheng en Pionyang, la capital de la República Popular Democrática de Corea.
El Jardín Botánico Central de Corea se encuentra en Daesong-Dong, Distrito de Daesong, Pionyang, Corea del Norte.39°1′7.32″N 125°44′48.4794″E / 39.0187000, 125.746799833

## Historia
Fue construido en abril de 1959, y se completó el mismo año que el Zoológico Central de Corea, separados entre sí por una cuadra.
En 2007 después de la cumbre intercoreana, cuando era el presidente de Corea del Sur Roh Moo-hyun y en Corea del Norte el  Presidente de la Asamblea Suprema Popular Kim Yong Nam en el Jardín Botánico Central de Corea plantaron un ejemplar de pino de Corea del Sur.
El botánico norcoreano Ren Lujae (임 록재) fue una vez director del Jardín Botánico Central de Corea del Norte.
Según el libro publicado en Pionyang Corea en el siglo XX: Cien hechos relevantes, Kim Il-sung viajó a Indonesia para reunirse con su homólogo, Sukarno. Kim fue llevado en un recorrido por el Jardín Botánico de Buitenzorg, donde:

Se detuvo frente a una flor en particular, cuyo tallo crecía enhiesto, y sus hojas hermosamente extendidas le daban una atractiva apariencia, con sus flores de color rosado mostrando elegancia y delicadeza; dijo que la planta era preciosa, hablando muy bien del éxito en el desarrollo de la misma. Sukarno dijo que la planta todavía no había sido nombrada, y que iba a ponerle el nombre de Kim Il-sung. Kim Il-sung rechazó su oferta, pero Sukarno insistió fervientemente en que Kim Il-sung tenía derecho a un gran honor, porque ya había realizado grandes hazañas en beneficio de la humanidad.

El Gobierno de Corea del Norte dice que la "naturaleza incomparable" de Kim Il-sung está "plenamente reflejada en la flor inmortal", que está "floreciendo por todas las partes de los cinco continentes".

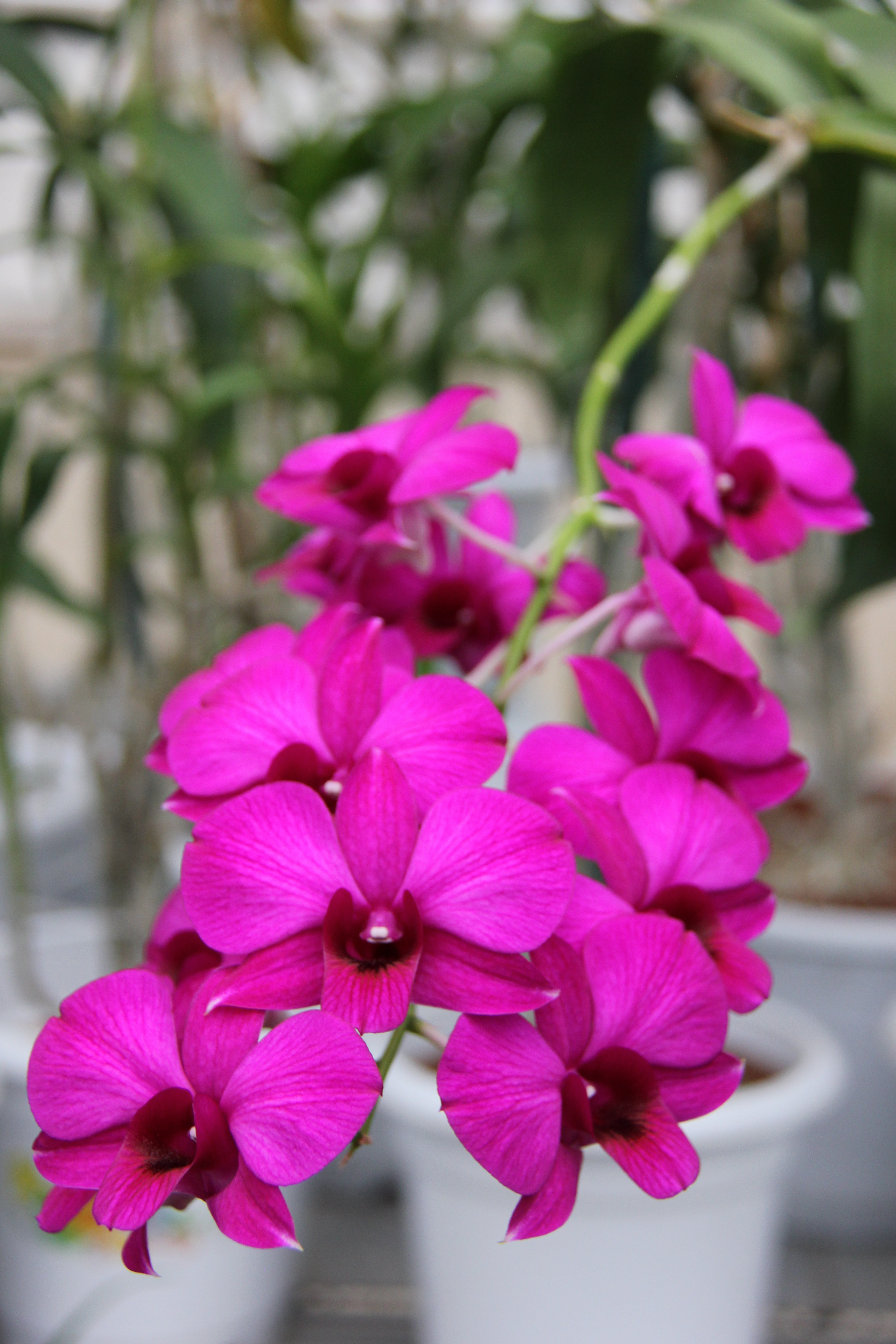
La orquídea indonesia Dendrobium 'Kimilsungia' símbolo del jardín botánico Central de Corea

## Colecciones
Alberga 6500 especies cultivadas de las cuales 2.500 son especies propias de la República Popular Democrática de Corea, y 
4.000 especies procedentes de otros países.
El parque está dividido en 14 áreas, que incluyen:
- Área de plantas hortícolas,
- Plantas de interés económico,
- Área de clasificación de plantas,
- Rosaleda,
- Invernadero donde se cultivan flores de Jinricheng y flores de Jinjong Il,
- Plantas medicinales,
- Huerto de 2,4 hectáreas, en el que existen investigaciones sobre injerto de árboles frutales,
- Área de jardín de pruebas,
- Vivero
- Estación meteorológica, etc.  ,

También hay un "Jardín Botánico de la Amistad Internacional" en el parque que exhibe plantas donadas por amigos internacionales. 
También hay un museo y un herbario, que exhibe alrededor de 200.000 especímenes. 

## Relaciones internacionales
El Jardín Botánico Central de Corea del Norte ha establecido relaciones, y ha compartido información con jardines botánicos en 30 países. 

## Publicaciones
El jardín ha publicado dos volúmenes de Flora de Corea del Norte, registrando las plantas económicas producidas en Corea del Norte, y un libro ilustrado que registra las plantas de Corea del Norte.